# Musée des Beaux-Arts du Vietnam
Le musée des Beaux-Arts du Viêt Nam est un musée consacré aux beaux-arts situé à Hanoï dans un ancien collège catholique  pour jeunes filles construit du temps de l'Indochine française en 1937. Il a été inauguré en 1963.
Il est ouvert tous les jours sauf le lundi. Des guides sont disponibles à l'entrée en français et en anglais.

## Description
Les salles de ce musée sont consacrées à l'art de la peinture sur soie et de la laque du Viêt Nam, ainsi qu'à la peinture vietnamienne du XXe siècle, jusqu'aux années 1970. Le style pictural dans le goût du réalisme soviétique est à l'honneur. On y trouve aussi des objets d'artisanat et des sculptures sur bois.
Les étages supérieurs sont consacrés à la Préhistoire et aux statues bouddhistes, dont une fameuse déesse de la pitié du XIe siècle (Kouan Yin) aux multiples bras.

Le musée des Beaux-Arts.